# Tim Wagner (Philosoph)

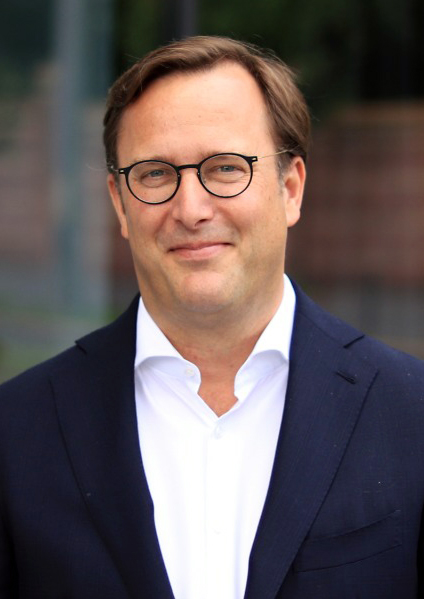
Tim Wagner (2019)

Tim Wagner (* 1970) ist ein deutscher Philosoph, Autor und Dozent.

## Leben
Wagner studierte Philosophie und Klassische Philologie in Wien, Tübingen und München. An der Universität Tübingen arbeitete er von 1999 bis 2001 als wissenschaftlicher Mitarbeiter. Von 2001 bis 2007 war er als wissenschaftlicher Assistent an der Humboldt-Universität zu Berlin tätig. Anschließend war Wagner bis 2015 für die Koordination der Research Area „Theory and Science“ und die Wissenschaftskommunikation am Exzellenzcluster Topoi verantwortlich.
Wagner ist einer der Initiatoren des Programms Jugend debattiert. Er ist seit 1999 an der Entwicklung des didaktischen Konzepts, der Lehrwerke und Unterrichtsmaterialien beteiligt und führt international Fortbildungen für Schüler, Lehrkräfte und Multiplikatoren durch.
Er entwickelte außerdem Konzept und Materialien zu dem bundesweiten Wettbewerb Deutsch-Olympiade.
Wagner arbeitet als Dozent und Berater für die Justiz, öffentliche Einrichtungen, Universitäten und Unternehmen. Als Autor erstellt Wagner Unterrichtsmaterialien, Konzepte und Curricula für die Bereiche Sprachförderung, Rechtskunde und Demokratieerziehung. Seine weiteren Publikationen gehören zu den Bereichen Argumentationstheorie, Rhetorik und Sprachphilosophie.

## Schriften (Auswahl)
- Tim Wagner, Christof Rapp: Aristoteles, Topik. Übersetzung mit Einleitung und Kommentar. Reclam, Stuttgart 2004, ISBN 978-3-15-018337-3.
- Christof Rapp, Tim Wagner: Wissen und Bildung in der antiken Philosophie. Metzler, Stuttgart 2006, ISBN 3-476-02147-5.
- Frank Hielscher, Ansgar Kemmann, Tim Wagner: Debattieren unterrichten I: Curriculum, Übungsbeschreibungen und Systematik. Klett/Kallmeyer, Hannover 2010, 8. Auflage 2021, ISBN 978-3-7800-1070-4.
- Tim Wagner, Ansgar Kemmann: Debattieren unterrichten II: Grundlagen, Vertiefungs- und Erweiterungsmöglichkeiten. Klett/Kallmeyer, Hannover 2022, ISBN 978-3-7727-1528-0.
- Tim Wagner, Ansgar Kemmann: Debattieren lernen: Arbeitsheft für Schülerinnen und Schüler. Klett/Kallmeyer, Hannover 2015, 6. Auflage 2021, ISBN 978-3-7800-4849-3.
- Tim Wagner, Ansgar Kemmann: Debattieren lernen: Arbeitsheft mit Redemittelkarten und Materialien, Ausgabe für Sprachlernende. Klett/Kallmeyer, Hannover 2021, 2. Auflage 2023, ISBN 978-3-7727-1612-6.
- Tim Wagner, Ansgar Kemmann: Einstieg ins Debattieren: Arbeitsheft für Schülerinnen und Schüler ab Klasse 5. Klett/Kallmeyer, Hannover 2022, 2. Auflage 2023, ISBN 978-3-7727-1676-8.